# Coeriana lignealis
Coeriana lignealis är en fjärilsart som beskrevs av William Schaus 1904. Coeriana lignealis ingår i släktet Coeriana och familjen nattflyn. Inga underarter finns listade i Catalogue of Life.